# Оболешев, Алексей Дмитриевич
Алексей Дмитриевич Оболешев (1854 — 26 июля 1881) — дворянин, русский революционер-народник, кличка «Лёшка».

## Биография
Студент Московского университета. В революционном движении (с 1876), организовав в Самаре революционный кружок молодёжи. Жил в посёлке Кресты Торопецкого уезда в народнической колонии (май 1876). Отдал свои средства на революционные цели. Содействовал побегу из тюрьмы князя, создателя идеологии анархо-коммунизма Петра Алексеевича Кропоткина. Один из учредителей и основателей общества «Земля и Воля». Участвовал в разработке программы и устава общества. Заведовал паспортным бюро, вёл сношения с провинцией и типографией.
Арестован в ночь (с 12 на 13 октября 1878) под именем Владимира Сабурова. Отказался от всяких показаний, не открывал своей фамилии, ничего не писал скрывая свой почерк. Третье отделение Собственной Его Величества канцелярии принимало его за убийцу Николая Владимировича Мезенцева († убит 4 августа 1878). Содержался в Петропаловской крепости (с 18 октября 1878 по 4 мая 1880). Военно-окружным судом на Процессе одиннадцати приговорён к смертной казни (14 мая 1880), заменённой 20 годами каторги.
Умер от туберкулёза в Трубецком бастионе Петропаловской крепости († 26 июля 1881).